# Curral Grande
Curral Grande es una localidad caboverdiana del municipio de São Filipe.

## Geografía
La localidad está situada en la isla Fogo.

## Organización territorial
La localidad abarca los lugares y barrios de:
- Achada Santana
- Assomada
- Curral Grande
- Hortinha
- Monte Machado
- Neté
- Pé de Monte
- Renque
- Ribeira Grande
- Sanha